# الدارات التتابعية غير المتواقتة

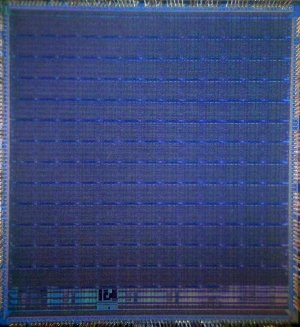
صورة خريطة معالج AsAP 2 167

## الدارات التتابعية غير المتواقتة:(Asynchronou circuitsِ)
وهي دارات تستخدم قلابات لتأمين تأخير زمني ما بين التغيرات في المستويات المنطقية على خطوط الحالة التالية والتغيرات الموافقة التالية على خطوط الحالة الراهنة.
- يبين الشكل (1)ا البنية المنطقية لدارة تتابعية غير متزامنة:
فالتغيرات على خطوط المدخلX0,X1,…,Xn-1)) تحدث عادة عند حافة القدح للساعة وتستجيب لذلك مباشرة خطوط الحالة التالية (Y0,Y1,…,Yk-1).
ولكن التغيرات الموافقة على خطوط الحالة الراهنة (y0,y1,….,yk-1)) تؤخر حتى ورود الحافة القادحة التالية للساعة.
توحي هذه الوقائع بأن البنية المبينة بالشكل(2) يمكن أيضا أن تمثل الدارة التتابعية.
وفي هذه البنية تم استبدال القلابات مكونات إلكترونية للتأخير، وهذا التأخير هو من النوع الذي ينتج أثناء إرسال إشارة كهربائية عبر سلك أو عبر بوابة منطقية أو سلسلة من البوابات.
إن الفرق الأساسي ما بين التأخير الناتج في الشكل (1) والشكل(2) هو أن التأخير في الحالة الثانية محدد بشكل كامل بواسطة عنصر التأخير نفسه وليس بواسطة عامل خارجي مثل إشارة الساعة وعمليا يتضح أن عناصر التأخير المبينة في الشكل(2) لا توضع في الدارة بشكل مخصوص وانما تمثل تأخير الانتشار للبوابات المشكلة للقسم المنطقي للنظام.
عندما يكون النظام في الشكل (1) مستقراً في إحدى الحالات يمكن ان تكون المداخل(y0,y1,….,yk-1) مختلفة عن المخارج المنطقية (Y0,Y1,…..,Yk-1) بينما في النظام المبين في الشكل(2) يجب أن تكون المداخل المنطقية مماثلة للمخارج المنطقية في مثل هذه الحالة.
مع ذلك فإن تغير الخطوط (Y0,Y1,….,Yk-1) استجابة للتغير في خطوط الدخل(X0,X1,…,Xk-1) سوف يؤدي إلى اختلاف الخطوط (Y)عن الخطوط (y)على الأقل خلال زمن التأخير.
وبما أن هذا الاختلاف مرحلي ولفترة لا يمكن التحكم بها خارجياً هناك اعتراض من البعض على تسمية هذه المتحولات بمتحولات الحالة التالية والحالة الراهنة. وعوضاً عن ذلك يطلق غالباً على ال((Yاسم متحولات التحريض (Excitation)بينما يطلق على ال(y)اسم المتحولات الثانوية.(Secondary)
يمكن أن تحتوي الدارة التتابعية المبينة في الشكل (1) والمستخدمة ل(k) قلاب و(k) خط حالة على 2^k)) حالة مستقلة. بالمقابل يمكن التوقع بأن دارة الشكل(2) المستخدمة لعناصر التأخير ستحتوي على (2^k) حالة أيضاً.تسمى الدارات التتابعية المستخدمة للقلابات المزودة بساعة ب الأنظمة المتزامنة((Synchrnous systems)) وبالمقابل تسمى الدارات المستخدمة لعناصر التأخير بالأنظمة غير المتزامنة.
وتاريخياً ظهرت الدارات غير المتزامنة قبل الدارات المتزامنة.ومع ذلك فإن الدارات المتزامنة أكثر انتشاراً وذلك لسهولة تصميمها وعدم اعتمادها على زمن تأخير الانتشار المتغير والغير معروف مسبقاً. تستخدم الدارات الغير متزامنة حالياً في مجالات محدودة فقط.

## الخطر والدارات الغير متواقتة
إن عدم تساوي أزمنة تأخير الانتشار في البوابات يؤدي إلى ظاهرة الخطر (Hazards)و التي تظهر كتغير قصير غير مقصود في المستوى المنطقي.
لنأخذ مثلاً التابع المنطقي المعرف بواسطة جدول(k) المبين بالشكل(3).
ولنضم الحد الأدنى (m2) ¬مع الحد الأدنى (m6)لنحصل على الحد (Bc`)والحد الأدنى (m5)مع الحد الأدنى (m7) لنحصل على الحد(Ac). ولنرسم الدارة المنطقية المحققة لهذين الحدين كما هو مبين في الشكل (4).
لنفرض الآن أن الدخل (ABC=111)وأن c تغير إلى الصفر (c=0) ليصبح المدخل ((ABC=110(أي حدث التغيير المشار إليه بسهم في الشكل(3)).
في البداية حينما يكون (p0)أي مخرج البوابة (p) مساوياً إلى الواحد (p0=1)ومخرج البوابة(qo) مساوياً الصفر(q0=0) نحصل على (z=1) ولكن إذا تغير (p0)إلى الصفر قبل تغير (q0)إلى الواحد فسوف تكون هناك فترة زمنية يكون فيها (z=0). تسمى هذه الحالة التي يكون فيها الخرج بشكل دائم مساو إلى الواحد ولكن يمر في الحالة العابرة بالصفر ب الخطر الساكن (static hazard)في الواحد. كذلك توجد دارات بخطر ساكن في الصفر.
كل الخطر في الدارات المتواقتة أية مشكلة ولكن في الدارات غير المتواقتة يمكن للخطر أنيسبب انتقال غير مقصود من حالة إلى أخرى. لذلك من الضروري في مثل هذه الدارات تتبع هذه الظاهرة بالتحليل أو بالتجريب لمعرفة هل تؤدي إلى عمل الدارة بشكل غير صحيح أم لا. وفي حال الإيجاب يجب إتخاذ الإجراءات اللازمة للتخلص منها.
•يتولد الخطر في الدارة (4)لأن التغير في(c) يمثل انتقال زوج الحدود(m5+m7) إلى زوج الحدود (m2+m6). لذلك يعتمد الخرج (z=1) على كون الخرج (p0=1)أولاً ثم على كون الخرج(q0=1)ثانياً.
•لتجنب هذه الظاهرة يجب إضافة حد زائد وهو الزوج (m6+m7=AB)أي إضافة بوابة زائدة تولد المنطق (1) بصورة مستقلة عن قيمة (c). ويظهر الشكل (5)الدارة السابقة وقد تمت إضافة مثل هذه البوابة إليها.
نستخدم هذه الطريقة أي إضافة بوابة زائدة بصورة عامة للتخلص من الخطر الساكن في معظم الدارات.
هناك نوع آخر من الأخطار يسمى ب الخطر الديناميكي(dynamic hazard) ويحدث هذا الخطر عند التغير المقصود فمثلاً عند الرغبة في حصول التغيير(0)إلى (1).أي بعد حدوث التغيير المطلوب هناك عودة قصيرة إلى الحالة الأولية ثم استقرار نهائي في المستوى الجديد.
يمكن للخطر الديناميكي كالخطر الساكن أن يسبب عمل الدارة بشكل غير صحيح.
هناك نوع آخر من الخطر يمكن أن يظهر في الدارات الغير متواقتة وهو الخطر الأساسي (Essential hazard) فإذا أخذنا دارة محتوية على ممري التغذية العكسية على الأقل ومتحولي حالة(y0)(y1) فمن الممكن أن تكون عملية التوليد والتغذية العكسية ل(y1) سريعة جداً بحيث يتغير(y1) قبل أن تستطيع الدارة المولدة ل(y0) أن تستجيب بشكل كامل على التغير في الداخل.لذلك يمكن أن تعمل الدارة بشكل غير صحيح.
لا يمكن إزالة الخطر الأساسي باستخدام بوابات إضافية والطريقة الوحيدة للتخلص منه هو التحكم بأزمان التأخير.

## اقرأ أيضا
- قلاب
- القلاب t

## وصلات خارجية
- VLSI Computation Lab, UC Davis
- Asynchronous Array of Simple Processors (AsAP) project
- EETimes article describing AsAP